# Iain Glen
Iain Alan Sutherland Glen (Edimburgo, 24 de junho de 1961) é um ator escocês, mais conhecido pelo seus personagens nos filmes de Resident Evil e por interpretar Sir Jorah Mormont na série de televisão Game of Thrones da HBO.

## Início da vida e da educação
Iain Glen nasceu na cidade de Edimburgo, na Escócia, e estudou na Sociedade Real de Edimburgo, uma escola independente para meninos (agora co-educacional) em Edimburgo, seguido pela Universidade de Aberdeen. Em seguida, ele treinou em RADA em Londres, onde ganhou a Medalha de Ouro Bancroft.

## Vida e carreira
Em 1990, Glen ganhou o Urso de Prata de Melhor Ator no Festival de Berlim por sua atuação em Silent Scream.
Foi anunciado em 20 de agosto de 2009 que iria estrelar como Jorah Mormont na série de televisão Game of Thrones da HBO. Ele apareceu na segunda temporada da série Downton Abbey como Sir Richard Carlisle, um editor de tablóide que é um pretendente e, posteriormente, contratado por Lady Mary.

## Família
Iain Glen é o irmão mais novo de Hamish Glen, diretor de teatro, diretor artístico do Teatro de Belgrado, Coventry, e ex-diretor artístico da Repertory Theatre Dundee. Foi casado com Susannah Harker, e têm um filho, Finlay. Atualmente está casado com Charlotte Emmerson e eles têm uma filha Mary.

## Filmografia

### Cinema
| Ano  | Título                                | Papel                 | Notas          |
| ---- | ------------------------------------- | --------------------- | -------------- |
| 1988 | Gorillas in the Mist                  | Brendan               |                |
| 1988 | Paris by Night                        | Wallace Sharp         |                |
| 1990 | Mountains of the Moon                 | John Hanning Speke    |                |
| 1990 | Fools of Fortune                      | William Quinton       |                |
| 1990 | Rosencrantz and Guildenstern Are Dead | Hamlet                |                |
| 1990 | Silent Scream                         | Larry Winter          |                |
| 1991 | 30 Door Key                           | Joey                  |                |
| 1993 | The Young Americans                   | Edward Foster         |                |
| 1998 | Mararía                               | Bertrand              |                |
| 2000 | Paranoid                              | Stan                  |                |
| 2000 | Beautiful Creatures                   | Tony                  |                |
| 2001 | Lara Croft: Tomb Raider               | Manfred Powell        |                |
| 2001 | Gabriel & Me                          | Pai                   |                |
| 2002 | The Soul Keeper                       | Dr. Carl Gustav Jung  |                |
| 2002 | Darkness                              | Mark                  |                |
| 2003 | Song for a Raggy Boy                  | Irmão John            |                |
| 2003 | Spy Sorge                             | Richard Sorge         |                |
| 2004 | Resident Evil: Apocalypse             | Dr. Isaacs            |                |
| 2005 | Man to Man                            | Alexander Auchinleck  |                |
| 2005 | Kingdom of Heaven                     | Richard Coeur de Lion |                |
| 2005 | Tara Road                             | Danny                 |                |
| 2005 | Vagabond Shoes                        | Alec Murray           | Curta-metragem |
| 2006 | Small Engine Repair                   | Doug                  |                |
| 2007 | The Last Legion                       | Orestes               |                |
| 2007 | Mrs. Ratcliffe's Revolution           | Frank Ratcliffe       |                |
| 2007 | Resident Evil: Extinction             | Dr. Isaacs            |                |
| 2008 | Slapper                               | Red/Michael Simmons   | Curta-metragem |
| 2009 | The Case of Unfaithful Klara          | Denis                 |                |
| 2009 | Harry Brown                           | S.I. Childs           |                |
| 2009 | Pope Joan                             | Padre na vila         |                |
| 2011 | The Iron Lady                         | Alfred Roberts        |                |
| 2013 | Kick-Ass 2                            | Tio Ralph             |                |
| 2015 | The Bad Education Movie               | Pasco                 |                |
| 2015 | Decisão de Risco                      | James Willett         |                |
| 2016 | Dusty and Me                          | Mickey the Bubble     |                |
| 2017 | Resident Evil: The Final Chapter      | Dr. Isaacs            |                |

### Televisão
| Ano           | Título                                               | Papel                          | Notas                                     |
| ------------- | ---------------------------------------------------- | ------------------------------ | ----------------------------------------- |
| 1986          | Taggart                                              | Scott Adair                    | Série de TV (1 episódio: "Knife Edge")    |
| 1986-1989     | Screen Two                                           | Allan Innes / Sailor / Ray     | 3 episódios                               |
| 1988          | The Fear                                             | Carl Galton                    | 5 episódios                               |
| 1991          | Adam Bede                                            | Adam Bede                      | Filme para TV                             |
| 1992          | Frankie's House                                      | Tim Page                       | Filme para TV                             |
| 1992          | Screen One                                           | Cmdr. Powell                   | 1 episódio: "Black and Blue"              |
| 1993          | Missus                                               | Father Pietro Salviati, Missus | Filme para TV                             |
| 1996          | Death of a Salesman                                  | Biff                           | Filme para TV                             |
| 1997          | Painted Lady                                         | Sebastian Stafford             | Filme para TV                             |
| 1998          | Trial & Retribution                                  | Damon Morton                   | 2 episódios                               |
| 1999          | Wives and Daughters                                  | Mr. Preston                    | Minissérie para TV (4 episódios)          |
| 2000          | The Wyvern Mystery                                   | Charles Fairfield              | Filme para TV                             |
| 2000          | Glasgow Kiss                                         | Stuart Morrison                | 6 episódios                               |
| 2000          | Anchor Me                                            | Nathan Carter                  | Filme para TV                             |
| 2002          | Impact                                               | Marcus Hodge                   | Filme para TV                             |
| 2002          | Coronation Street                                    | Mick Hopwood                   | 1 episódio: "Episódio #1.5365"            |
| 2003          | Carla                                                | Daniel                         | Filme para TV                             |
| 2005          | Kidnapped                                            | Alan Breck                     | Filme para TV                             |
| 2007          | The Relief of Belsen                                 | James Johnston                 | Filme para TV                             |
| 2007          | Starting Over                                        | Gregor Dewhurst                | Filme para TV                             |
| 2008          | City of Vice                                         | John Fielding                  | 5 episódios                               |
| 2009          | The Diary of Anne Frank                              | Otto Frank                     | Minissérie para TV (5 episódios)          |
| 2009          | Law & Order: UK                                      | Luke Slade                     | 1 episódio: "Unsafe"                      |
| 2009          | Into the Storm                                       | Rei George VI                  | Filme para TV                             |
| 2010          | The Guards                                           | Jack Taylor                    | Filme para TV                             |
| 2010          | Doctor Who                                           | Octavian                       | 2 episódios                               |
| 2010          | Spooks                                               | Vaughan Edwards                | 8 episódios                               |
| 2011          | Jack Taylor: The Pikemen                             | Jack Taylor                    | Filme para TV                             |
| 2011          | Jack Taylor: The Magdalen Martyrs                    | Jack Taylor                    | Filme para TV                             |
| 2011          | Downton Abbey                                        | Sir Richard Carlisle           |                                           |
| 2011-2019     | Game of Thrones                                      | Sor Jorah Mormont              | 42 episódios                              |
| 2012          | Haven                                                | Roland Holloway                | Episódio: "Real Estate"                   |
| 2012          | Henry IV, Part II                                    | Conde de Warwick               | Filme para TV                             |
| 2012-2013     | Prisoners' Wives                                     | Paul                           | 10 episódios                              |
| 2013          | Jack Taylor: The Priest / Jack Taylor: The Dramatist | Jack Taylor                    | Filmes para TV                            |
| 2013          | Borgia                                               | Girolamo Savonarola            | 2 episódios                               |
| 2013          | Ripper Street                                        | Coronel Madoc Faulkner         | Episódio: "The Weight of One Man's Heart" |
| 2013          | Agatha Christie's Poirot                             | Dr. David Willoughby           | Episódio: "Elephants Can Remember"        |
| 2013          | Breathless                                           | Inspector Ronald Mulligan      | 6 episódios                               |
| 2014-2015     | Autopsy: The Last Hours Of                           | Narrador                       | 9 episódios                               |
| 2014          | The Red Tent                                         | Jacob                          | 2 episódios                               |
| 2015          | Jack Taylor: Shot Down                               | Jack Taylor                    | Filme para TV                             |
| 2016-presente | Cleverman                                            | Jarrod Slade                   |                                           |
| 2019          | Titans                                               | Bruce Wayne/Batman             | Série do serviço streaming da DC          |
| 2023          | Silo                                                 | Dr. Pete Nichols               |                                           |

## Teatro
- The Crucible (2006)
- Henry V (1995) (Indicação ao Evening Standard de Melhor Ator)
- Hedda Gabler (2005)
- The Seagull
- A Streetcar Named Desire (2002)
- The Blue Room (1998) (Indicação ao Olivier de Melhor Ator. Drama League Award de Melhor Ator)
- Martin Guerre (1996–1997) (Indicação ao Olivier de Melhor Ator em um Musical)
- Here
- Macbeth (1993) (Mayfest Award de Melhor Ator)
- King Lear
- Coriolanus
- She Stoops to Conquer
- Hamlet Bristol Old Vic 1991 (Ian Charleson Award)
- Hapgood
- The Man Who Had All the Luck Bristol Old Vic 1990
- Road
- Edward II
- Small engine repair
- The Recruiting Officer
- Scenes of a Marriage (2008)
- Wallenstein (2009, Teatro Minerva, Chichester) - papel título
- Ghosts (Estréia como diretor)